# 31312 Fangerhai
31312 Fangerhai è un asteroide della fascia principale. Scoperto nel 1998, presenta un'orbita caratterizzata da un semiasse maggiore pari a 2,8082808 UA e da un'eccentricità di 0,1095310, inclinata di 9,26399° rispetto all'eclittica.